# Planinska vas (Šentjur, Slovenija)
Planinska vas je naselje u slovenskoj Općini Šentjuru. Planinska vas se nalazi u pokrajini Štajerskoj i statističkoj regiji Savinjskoj. 

## Stanovništvo
Prema popisu stanovništva iz 2002. godine naselje je imalo 90 stanovnika.